# K3 (série télévisée d'animation)
Pour les articles homonymes, voir K3.
K3 (De avonturen van K3) est une série télévisée d'animation franco-belge produite par Studio 100 Animation, basé sur le groupe pop K3. Composée de 13 épisodes de 13 minutes, elle est diffusée sur M6 Kid à partir du 2 novembre 2015.

## Synopsis
Pop stars adulées, Kate, Kim et Kylie entament une grande tournée mondiale. Au gré de leur tour du monde, les K3 vont vivre des péripéties toutes plus folles les unes que les autres, en entraînant leur chauffeur et garde du corps, X. Les K3 ont néanmoins des caractères bien trempés et triomphent toujours grâce à un enthousiasme contagieux et un tube accrocheur!   

## Fiche technique
- Titre francophone : K3
- Titre flamand : De avonturen van K3
- Réalisation : Eric Cazes
- Bible littéraire : Alan Gilbey
- Bible graphique : Jan Van Rijsselberge
- Production : Katell France
- Société de production : Studio 100 Animation
- Pays d'origine :  Belgique /  France
- Dates de première diffusion : 
  - France : 2 novembre 2015
  - Belgique : ?

## Distribution (voix)
- Mélanie Dermont : Kylie
- Aurore Delplace : Kate
- Claire Beugnies : Kim
- Martin Spinhayer : X
- Nathalie Hons : Maxine

## Production
La série est inspirée du groupe de musique féminin K3. D’origines belge et néerlandaise, ses membres connaissent une très forte popularité. En 2010, Studio 100 fait l’acquisition des droits et développe une série de dessins animés 2D, pour la télévision française, autour de l’univers des K3. Pour la série néerlandaise, les noms des chanteuses ont également été remplacés par ceux des membres du K3 : Hanne, Klaasje et Marthe. Et ce sont effectivement Hanne Verbruggen, Klaasje Meijer et Marthe De Pillecyn qui ont fourni les voix. 